# Крашенинников, Аркадий Фёдорович
Аркадий Федорович Крашенинников (24 августа 1922, Петроград — 29 мая 2016, Москва, Россия) — советский и российский историк архитектуры.

## Биография
Родился в 1922 году в Петрограде. В 1940 году поступил на искусствоведческий факультет Всероссийской академии художеств. Во время войны служил в Народном ополчении, был ранен, попал в плен. Впоследствии опубликовал воспоминания об этом времени (1969, 2008). После войны вернулся к учёбе к Академии. Участвовал в Киевской археологической экспедиции М. К. Каргера. Дипломная работа «История здания Академии художеств», написанная под руководством Г. Г. Гримма была высоко оценена И. Э. Грабарем. В начале 1950-х годов был главным хранителем Художественной галереи в Алма-Ате.
В 1953 году вернулся в Ленинград и работал в Инспекции охраны памятников (ГИОП). Окончил аспирантуру ЛИСИ и защитил диссертацию по творчеству архитекторов Валлен-Деламота и Кокоринова. С 1965 года заведовал Отделом архитектуры НИМ РАХ.
В 1967 году переехал в Москву и начал работу ученым секретарем, затем заведующим сектором в Центральном НИИ теории, истории и перспективных проблем архитектуры, возглавляемом А. В. Иконниковым. В первой половине 1970-х годов Крашенинников возглавлял Научно-методический совет по охране памятников культуры Министерства культуры СССР. С 1991 года работал заведующим сектором в Музее архитектуры. В 2011 году ушёл послушником в монастырь на острове Коневец. Вскоре по состоянию здоровья вернулся в Москву.
Кандидат искусствоведения (1965).

## Основные публикации
- Крашенинников А. Ф. Выдающийся памятник деревянной архитектуры классицизма // История СССР. 1972. № 4.
- Крашенинников А. Ф. Архитектор В. Н. Максимов и его деятельность по церковному строительству // Искусство христианского мира. М., 2000. № 4 (ИХМ). С. 349—357.
- Крашенинников А. Ф. В. Н. Максимов. Зодчий русского национального стиля. 1882—1942 — М.: Совпадение, 2006. — 176 с.; ил. ISBN 5-903060-32-3
- Крашенинников А. Ф., Евстешин М. П. Траугот Яковлевич Бардт (1873—1942). // Архитектура и строительство Москвы, 2007, № 1
- Крашенинников А. Ф. Архитектор Александр Кокоринов — М.: Прогресс-Традиция, 2008. — 192 с. ISBN 5-89826-205-9
- Архитекторы Российской империи с начала XVIII века до 1917 г. Биографический словарь под науч. рук. А. Ф. Крашенниникова. т. 1. — М., 2008